# Tetrahidrodeoksikortikosteron
Tetrahidrodeoksikortikosteron (skraćeno THDOC; 3α,21-dihidroksi-5α-pregnan-20-on), koji se takođe naziva alotetrahidrokortikosteron, je endogeni neurosteroid. Sintetiše se iz nadbubrežnog hormona deoksikortikosterona dejstvom dva enzima, 5α-reduktaze tipa I i 3α-hidroksisteroid dehidrogenaze. THDOC je snažan pozitivni alosterični modulator GABAA receptora i ima sedativno, anksiolitičko i antikonvulzivno dejstvo. Promene u normalnom nivou ovog steroida, posebno tokom trudnoće i menstruacije, mogu biti uključene u neke vrste epilepsije (katamenijalna epilepsija) i predmenstrualni sindrom, kao i stres, anksioznost i depresiju.

## Osobine
Tetrahidrodeoksikortikosteron je organsko jedinjenje, koje sadrži 21 atom ugljenika i ima molekulsku masu od 334,493 .
| Osobina                  | Vrednost |
| ------------------------ | -------- |
| Broj akceptora vodonika  | 3        |
| Broj donora vodonika     | 2        |
| Broj rotacionih veza     | 2        |
| Particioni koeficijent ( | 3,2      |
| Rastvorljivost (logS, log(mol/L))       | -5,0     |
| Polarna površina (PSA, Å2)  | 57,5     |

## Literatura
- Hardman JG, Limbird LE, Gilman AG (2001). Goodman & Gilman's The Pharmacological Basis of Therapeutics (10. изд.). New York: McGraw-Hill. ISBN 0071354697. doi:10.1036/0071422803.
- Thomas L. Lemke; David A. Williams, ур. (2007). Foye's Principles of Medicinal Chemistry (6. изд.). Baltimore: Lippincott Willams & Wilkins. ISBN 0781768799.